# 中田時懋
中田 時懋（なかた ときしげ、1853年3月12日（嘉永6年2月3日） - 1927年（昭和2年）1月13日）は、大日本帝国陸軍軍人。最終階級は陸軍中将。功三級、功四級。

## 経歴
薩摩鹿児島藩領熊毛郡西之表村（鹿児島県熊毛郡北種子村、西之表町を経て、現西之表市）出身。中田貢の長男。1871年（明治4年9月）御親兵となり、1873年（明治6年）陸軍教導団に入り、1877年（明治10年）12月、陸軍士官学校旧1期卒業。西南戦争に従軍した。第1軍兵站部司令官として日清戦争に出征した。1897年（明治30年）10月、陸軍砲兵大佐に進級と同時に野戦砲兵第9連隊長に補され、1903年（明治36年）5月、陸軍少将に進級と同時に澎湖島要塞司令官に任じた。1906年（明治39年）3月、佐世保要塞司令官に転じ、1908年（明治41年）12月、陸軍中将に進級と同時に予備役に編入した。1911年（明治44年）4月、後備役に編入した。晩年は鎌倉市に住んだ。

## 栄典
位階
- 1891年（明治24年）12月28日 - 従六位[5]
- 1895年（明治28年）9月20日 - 正六位[6]
- 1897年（明治30年）10月30日 - 従五位[7]
- 1902年（明治35年）12月24日 - 正五位[8]
- 1908年（明治41年）1月31日 - 従四位[9]
- 1909年（明治42年）3月10日 - 正四位[10]

勲章等
- 1895年（明治28年）
  - 10月18日 - 功四級金鵄勲章
  - 11月18日 - 明治二十七八年従軍記章[11]
- 1899年（明治32年）5月9日 - 勲四等瑞宝章
- 1904年（明治37年）11月29日 - 勲三等瑞宝章

## 著作
- 『鎌倉』鎌倉同人會、1919年。